# Elizeu Gomes
Elizeu Gomes Moraes Gomes de Oliveira, mais conhecido como Elizeu Gomes (São Paulo, 3 de janeiro de 1966), é um cantor, compositor, tecladista e arranjador brasileiro de música cristã contemporânea.
Iniciou sua carreira na década de 1980 e tornou-se notório como cantor e letrista para vários cantores brasileiros. Suas músicas foram gravadas por artistas como Marcelo Rossi, Cristina Mel, Cassiane, Elaine de Jesus, Marquinhos Gomes, Marina de Oliveira, Eyshila, Lauriete, Shirley Carvalhaes, dentre outros.
Seus trabalhos de maior sucesso em carreira solo são a quadrilogia de álbuns Louvor Rural, com os quais utilizou gêneros brasileiros e situações cotidianos para traçar o perfil do evangélico através de personagens fictícios.

## Discografia
ÁLBUNS
- 1980: Eu sei que Jesus
- 1982: Ressurreição
- 1986: Resgate
- 1988: Um passo mais
- 1990: Anjos de Deus (com Linéia)
- 1992: Expressão de vida (com Linéia)
- 1994: Ser feliz
- 1996: Face a fé
- 1997: Louvor rural Vol.1
- 1998: Amigos e irmãos
- 1999: Louvor rural Vol.2
- 2000: Louvor rural Vol.3
- 2002: Os Louvores de sábado a noite Anos 60
- 2004: Louvor Brasil rural Rodeio de Jesus
- 2005: Inspiração Ao vivo
- 2005: Canções da alma
- 2006: Boas novas... bossas novas
- 2006: Vivendo na dimensão do impossível
- 2007: Platina
- 2008: Vencendo gigantes
- 2009: Graça maravilhosa
- 2010: A Chave da Davi Ao vivo
- 2011: Espelho da alma
- 2013: O Amor vence tudo
- 2015: Obrigado por me amar
- 2018: Minhas canções Vol.;1
- 2019: Meus maiores sucessos

COLETÂNEAS
- 2003: Grandes nomes (Elizeu Gomes e Rayssa & Ravel)
- 2011: Som Gospel
- 2012: Gospel Mais
- 2013: Coleção Êta butina Vol.1

com GRUPO M3
- 2001: Com muita unção
- 2003: Hinos inesquecíveis
- 2005: Louvor e benção

com COMUNIDADE LOGOS
- 2004: Acenda a chama - Logos Praise In Concert
- 2006: Louvor família - Logos Praise II